# Sebastiano Ferrero-Fieschi
Sebastiano Ferrero-Fieschi (1527 – 22 ottobre 1577) è stato un vescovo cattolico italiano.

## Biografia
Sebastiano nacque nel 1527 da Filiberto Ferrero-Fieschi e Bartolomea Fieschi-Savignone, appartenente all'illustre ramo dei Ferreo-Fieschi di Masserano. Essendo il primogenito avrebbe ereditato titoli e possedimenti del padre, ma essendo incline alla religione cominciò gli studi di teologia e ottenendo il titolo in utroque iure, fu ordinato sacerdote nel 1544 lasciando così al fratello Besso il titolo di principe. Due anni dopo fu nominato commendatario dell'abbazia di San Benigno di Fruttuaria.
Suo padre Filiberto ottenne per privilegio apostolico la giurisdizione laicale sull'abbazia il 21 agosto 1547, e Sebastiano per concedergli il diritto di nomina del commendatario, lasciò la carica e le decisioni nelle mani di papa Paolo III, che nel 1548 scelse il fratello minore Ferdinando, anch'egli futuro vescovo. Successivamente Sebastiano ottenne in commendam le due abbazie di Santo Stefano di Ivrea (di cui è rimasta la torre) e di Casavolone(distrutta agli inizi del 1900).
Il 25 ottobre 1549 fu nominato vescovo di Ivrea da papa Paolo III. La consacrazione episcopale avvenne solo dieci anni dopo nel palazzo arcivescovile di Genova per le mani dell'arcivescovo metropolita Agostino Maria Salvago, domenicano, e dei vescovi co-conscranti Paolo Fieschi e Andrea de Monti, O.S.A..

## Genealogia episcopale
La genealogia episcopale è:
- Arcivescovo Agostino Maria Salvago, O.P.
- Vescovo Sebastiano Ferrero-Fieschi